# Життя. Понад усе
«Життя. Понад усе» — фільм 2010 року, створений у ПАР. Брав участь у секції Каннського фестивалю та увійшов у шорт-ліст премії Оскар іноземними мовами. Фільм створено за мотивами твору канадського письменника Алана Страттона Chanda's Secrets.

## Сюжет
Головній героїні фільму, 12-річній Чанді після смерті свого найменшого брата і важкої хвороби матері доводиться брати відповідальність за родину і друзів. Вона прихищає свою подругу Ліліан, яка була змушена займатися проституцією після смерті матері і яку порізав клієнт. Також вона забирає з села хвору на СНІД матір, яку туди завезли родичі, щоб приховати факт хвороби. Все це викликає обурення жителів містечка, в якому вона живе.

## В ролях
- Хомоцо Маняка — Чанда Кабело
- Кеаобака Маканяне — Естер Мачоло
- Харрієт Ленабе — місіс Тафа
- Лерато Мвелазе — Ліліан
- Обрі Пооло — Джона
- Мапасека Матебе — Іріс
- Тато Кгаладі — Солі
- Кгомоцо Дітшвені — Дуду
- Рамі Чуене — тітка Рут